# Große Moschee von Khartum

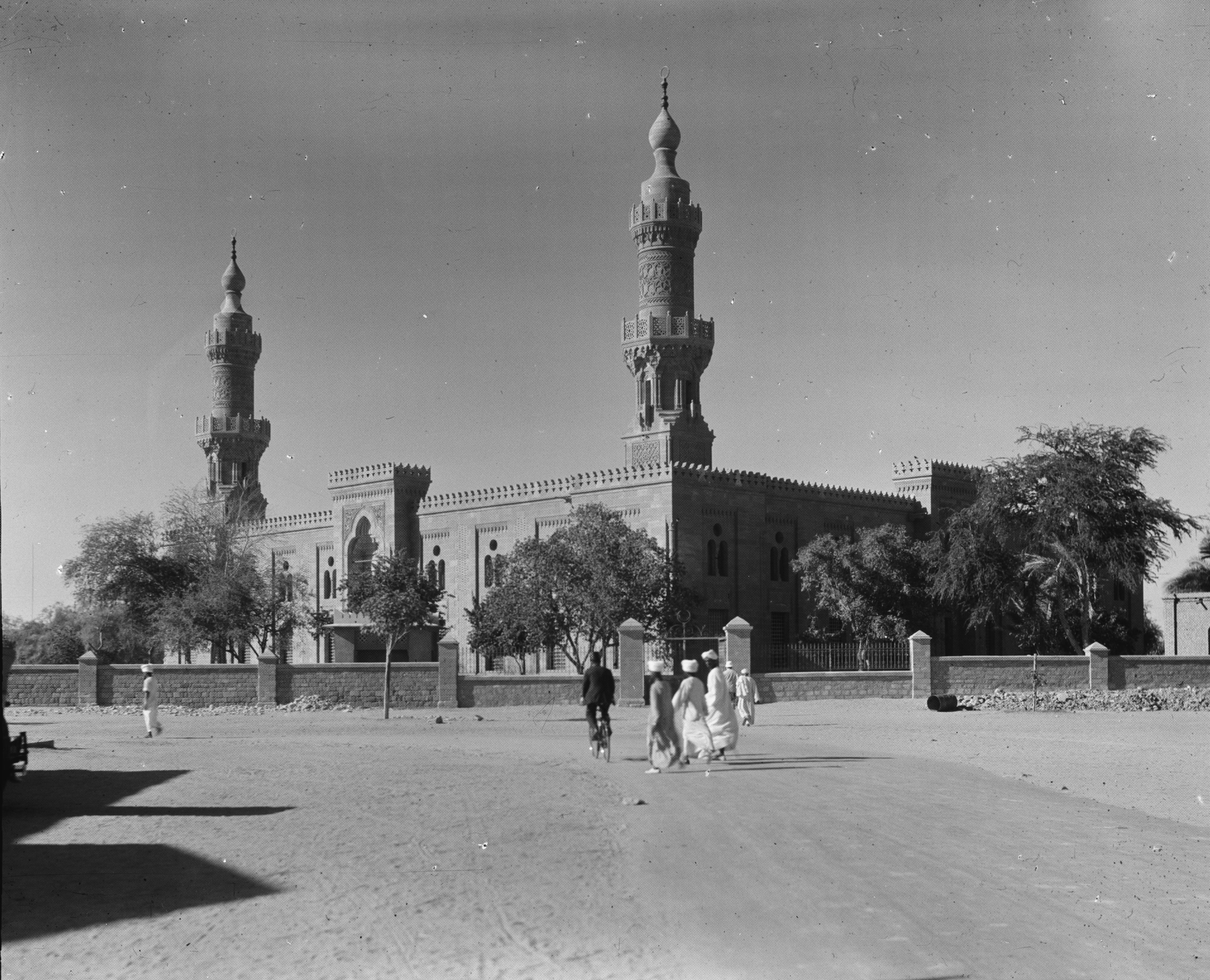
Die Große Moschee von Khartum auf einem Foto von 1936 …

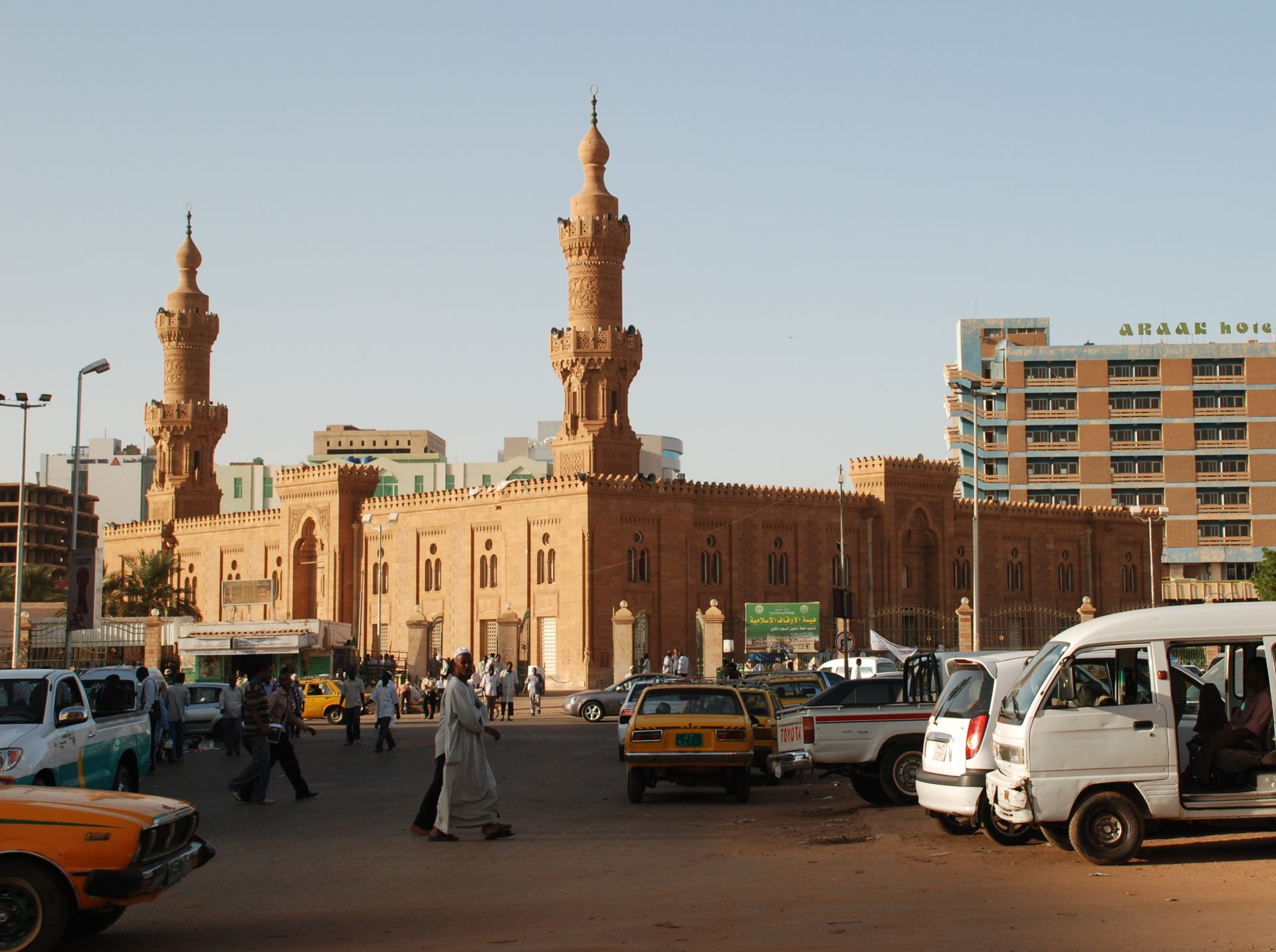
… und von 2008.

Die Große Moschee von Khartum (arabisch الجامع الكبير بالخرطوم, DMG al-Ǧāmiʿ al-kabīr bi-l-Ḫarṭūm) ist die Freitagsmoschee in der sudanesischen Hauptstadt Khartum.
Sie liegt im Suq al-Arabi, dem Geschäftszentrum und Marktviertel der Stadt. Die Moschee wurde unter der anglo-ägyptischen Herrschaft in den Jahren 1900–1901 erbaut und bietet Platz für bis zu 10.000 Menschen. Der von außen geschlossen wirkende quadratische Bau hat eine Grundfläche von 2000 Quadratmeter und ist im Innern in eine Gebetshalle und einen von einem Säulengang umgebenen Innenhof gegliedert. Die beiden Minarette liegen an der Südwestseite, der Mihrab-Wand gegenüber. Die Minarette sind nach ägyptischem Vorbild dreifach gegliedert: auf einen quadratischen Querschnitt folgt ein Achteck und in der oberen Hälfte eine Kreisform. Die herauskragenden Balkone werden durch Mukarnas (Stalaktiten) in die Form des Schaftes eingebunden und statisch gesichert.
Frauen ist der Zutritt verwehrt. Für sie wurde innerhalb des umzäunten Moscheebereichs ein neuer Flachbau errichtet. Die Moschee beherbergt ein Institut für islamische Studien und ist aufgrund ihrer zentralen Lage und religiösen Bedeutung gut besucht.